# クリスチャン・ウォルフ
クリスチャン・ウォルフ（Christian Wolff, 1934年3月8日 - ）は、実験音楽の作曲家。1940年代以降にニューヨークで活動したニューヨーク・スクールの作曲家に含まれ、その中でも最も若かった。

## 略歴
フランスのニースでユダヤ系ドイツ人として生まれる。父親のクルト・ウォルフと母親のヘレン・ウォルフは出版業者だった。1941年に両親とともにドイツから亡命して渡米し、1946年に米国市民権を取得し、作家や芸術家と両親が交流する家庭で育った。当初はバッハやブラームスの音楽を好んでいたが、ジュリアード弦楽四重奏団の演奏がきっかけでベラ・バルトーク、アルバン・ベルク、アントン・ヴェーベルンの作品に興味を持つ。ウォルフのピアノ教師だったグレーテ・スルタンは、彼をジョン・ケージに紹介し、ウォルフは16歳から作曲を始めた。ハーヴァード大学にて古典文学を修めた後、1970年まで同大学で教壇に立つ。1970年にダートマス大学で古典と音楽の指導に着手した。

## 作品
ウォルフの作品は、作曲者がイメージする音の再現ではなく、演奏者の行為に重点を置いている。演奏を進めるのは演奏者の聴取行為と、そこから発する反応となる。それまでの楽譜で作曲者が行なっていた音についての決定が演奏者にも共有されており、作曲者は音が出るための場を設定する者という位置付けになっている。
初期作品は休符をふんだんに用いている。1968年以降は、しばしば演奏者に一定の自由を与えており、楽器の指定がない作品や、プロとアマチュアがともに演奏できる作品もある。これらの作品は、アメリカの公民権運動や学生運動に対するウォルフの関心のあらわれともいわれる。ケージはウォルフの作品を賞讃し、沈黙にあふれている点、戸外を含めて自由な空間で演奏できるものがある点などをあげている。

### 図形楽譜
ウォルフは、1957年から1968年にかけて図形楽譜を考案した。ウォルフの図形楽譜は3つの特徴を持つ。
比率ネウマ
限られた秒数内に演奏するための指示。規定された秒数の間に、指示された内容の演奏が必要とされる。コロンの左側には演奏秒数が書かれ、コロンの右側には演奏する音の数を示す数字や、奏法やギャマットを示すアルファベットが書かれている。この楽譜によって、コントロールされた即興演奏という表現が導き出された。
キューイング
白丸の中に、音量や音域などの条件を書き込んだ「キュー」が示される。演奏者は、該当する条件の音が聴こえた場合は、キューの横にある記号を演奏する必要がある。「このような音が聴こえたら、このように反応する」という指示であり、演奏者にも予想できない結果をもたらす仕組みとして考案された。
コーディネート線
自分の音と他者の音をアンサンブルさせる規定が書かれている。音と音の間には垂線・水平線・斜線が引かれており、音の前後関係や同時関係、音長の決定方法が示されている。キューイングでは音を開始するタイミングを指示しており、コーディネート線では音が終わるタイミングや、他の音との関係性も規定可能となっている。